# Williamston, North Carolina
Williamston är administrativ huvudort i Martin County i North Carolina. Orten har fått sitt namn efter militären William Williams. Enligt 2010 års folkräkning hade Williamston 5 511 invånare.

## Kända personer från Williamston
- Asa Biggs, politiker